# Donald Bellisario
Pour les articles homonymes, voir Bellisario.
Donald Paul Bellisario, dit Donald Bellisario, né le 8 août 1935 à Cokeburg, en Pennsylvanie est un scénariste, réalisateur et producteur de télévision italo-américain. Il est surtout connu pour avoir créé les séries Magnum (1980-1988), Supercopter (1984-1987), Code Quantum (1989-1993), JAG (1995-2005), et NCIS : Enquêtes spéciales (depuis 2003).

## Biographie
Né à Cokeburg, dans le comté de Washington, en Pennsylvanie, Donald est le fils unique d'Albert Bellisario, italien, et de Dana Lapčević, une Serbe originaire de Gamberale (Italie). Il a servi comme sergent dans le Corps des Marines des États-Unis, de 1955 à 1959.
En 1961, à l'âge de 26 ans, il obtient un baccalauréat universitaire en journalisme à l'université d'État de Pennsylvanie. En 2001, il en sera élu « ancien élève éminent » ; et, en 2006, il fait un don d'un million de dollars à l'Institut de Communication de son ancienne université, en vue d'accorder des bourses à des étudiants.
En 1965, à l'âge de 30 ans, il est rédacteur à Lancaster ; trois ans plus tard, il devient le directeur de la création de l'agence Boom Agency, à Dallas. Après avoir été vice-président de cette société pendant plus de huit ans, Bellisario quitte le Texas pour s'installer à Los Angeles, afin de devenir scénariste, réalisateur et producteur de télévision.

## Carrière
Après avoir travaillé avec les plus grands producteurs (tels que Glen A. Larson ou Stephen J. Cannell), Donald s'est inspiré de leurs méthodes de travail pour se faire une place à ce poste. Il a notamment créé ou co-créé des séries à succès telles que Magnum (1980-1988), Supercopter (1984-1987), Code Quantum (1989-1993), JAG (1995-2005), et NCIS : Enquêtes spéciales (depuis 2003). En 2004, il a eu sa propre étoile sur le Hollywood Walk of Fame.
Proche des idées du Parti républicain, ses œuvres valorisent une vision de la société américaine qui comprend :
- l'importance de la famille unie et du père : voire l'obsession du père disparu du héros dans JAG, ou la famille désunie que le héros de Code Quantum tente de sauver par ses voyages dans le temps ;
- le rôle de l'armée (JAG).

Ces deux thèmes sont très présents dans NCIS : Enquêtes spéciales, où l'agent spécial Jethro Gibbs incarne un ancien Marine des États-Unis ayant une attitude extrêmement paternaliste envers ses subordonnés, en particulier en exigeant d'eux une grande obéissance et en sanctionnant toute bévue par une tape sur l'arrière de la tête.

## Vie privée
Donald se marie une première fois le 5 janvier 1956, à l'âge de 20 ans, à Margaret Schaffran - avec qui il a quatre enfants : Joy Bellisario-Jenkins (née en 1956), David Bellisario (né en 1957, décédé en juillet 2020 d'une tumeur au cerveau), Leslie Bellisario-Ingham (née en 1961) et Julie Bellisario-Watson (née le 1er octobre 1964). Le couple divorce le 13 décembre 1974 après plus de dix-huit ans de mariage.
Le 24 octobre 1979, il se marie une deuxième fois à l'actrice Lynn Halpern - avec qui il a un fils, l'acteur Michael Bellisario (né en 1980). Le couple divorce le 4 avril 1984.
Le 30 juin 1984, soit deux mois après son divorce avec Lynn Halpern, Donald épouse l'actrice et scénariste Deborah Pratt - avec qui il a deux enfants : l'actrice Troian Bellisario (née en 1985) et l'acteur Nicholas Dante « Nick » Bellisario (né le 27 août 1991). Le couple divorce en 1991.
Depuis le 27 novembre 1998, il est marié à Vivienne Lee. Il est donc le beau-père des deux fils de celle-ci : l'acteur Sean Murray (né en 1977) et le producteur Chad W. Murray. Le couple vit entre Montecito (Californie), Studio City (Californie), et Sydney (Australie).

## Filmographie
- 1977 : Les Têtes brûlées (Baa Baa Black Sheep)
- 1978 : Battlestar Galactica
- 1980-1988 : Magnum (Magnum P.I.)
- 1982-1983 : Jake Cutter (Tales of the Gold Monkey)
- 1984-1987 : Supercopter (Airwolf)
- 1989-1993 : Code Quantum (Quantum Leap)
- 1992 : Tequila et Bonetti (Tequilla & Bonetti)
- 1995-2005 : JAG (JAG)
- 2002 : First Monday (First Monday)
- depuis 2003 : NCIS : Enquêtes spéciales (NCIS)
- 2022-2024 : Code Quantum (Quantum Leap)